# Haloquadratum walsbyi
L'Haloquadratum walsbyi és una espècie d'arqueu que es va descobrir en un estany de salmorra a la península del Sinaí d'Egipte. Es destaca tant per les seves cèl·lules planes i quadrades, com per la seva inusual capacitat per sobreviure en ambients aquosos amb altes concentracions de clorur de sodi i clorur de magnesi. El nom de l'espècie Haloquadratum es tradueix literalment com "quadrat de sal". Aquests microorganismes van ser observats per primera vegada l'any 1980 per un britànic, el professor Anthony E. Walsby, a partir de mostres preses de Sabkha Gavish, un llac de salmorra al Sinaí del Sud, Egipte, i es van descriure formalment.el 2007 per Burns et al.,. Solen ser abundants en la majoria dels ambients salats. Els intents de cultiu no van tenir èxit fins 2004 i van donar com a resultat la identificació de Haloarcula quadrata, una altra espècie d'arqueu quadrada del gènere Haloarcula, diferent de l'Haloquadratum walsbyi, menys abundant i genèticamentbastant diferent.

## Descripció
Les cèl·lules són grans, de 2 a 5 micres, però molt primes, al voltant de 150 nm, i generalment contenen grànuls de polihidroxialcanoat, així com una gran quantitat de vacúols refractaris plens de gas que proporcionen flotabilitat en un ambient aquós i contribueixen, probablement, a situar les cèl·lules per a maximitzar la recepció de llum. Les connexions entre les cèl·lules són fràgils i es poden trencar fàcilment.

## Hàbitat
Aquests organismes es poden trobar en qualsevol àrea d'aigua molt salada. Durant l'evaporació de l'aigua de mar, primer precipiten el carbonat de calci (CaCO₃) i el sulfat de calci (CaSO₄), el que porta a una salmorra rica en clorur de sodi (NaCl). Si l'evaporació continua, el NaCl precipita al seu torn com halita i deixa una salmorra rica en clorur de magnesi (MgCl₂).
L'Haloquadratum walsbyi prospera durant la fase final de la precipitació d'halita, abans que el MgCl₂ esterilitzi la salmorra i pot arribar a constituir el 80% de la biomassa d'aquest mitjà.També s'ha de tenir en compte que la seva temperatura de creixement òptima és de 40 °C.

## Genètica
El genoma de l'Haloquadratum walsbyi ha estat completament seqüenciat, proporcionant accés a una millor comprensió de la classificació filogenètica i taxonòmica d'aquest organisme, així com el seu paper en el ecosistema. Una comparació genòmica d'aïllats espanyols i australians (soques HBSQ001 i C23T) suggereix una ràpida dispersió mundial, ja que són molt similars i han mantingut l'ordre dels gens.
El fet que el seu creixement en el laboratori es va obtenir en un mitjà amb concentracions molt altes de clorurs (més de 2 mol·L-1 de MgCl2 i més de 3 mol·L-1 de NaCl) classifica aquest organisme es troba entre els més halòfils coneguts.